# Gallerie stradali della Sicilia
La seguente è la lista delle gallerie stradali della Sicilia di lunghezza superiore ai 1500 metri.
|  | Denominazione         | Lunghezza | Provincia | Strada         | Apertura       |
|  | --------------------- | --------- | --------- | -------------- | -------------- |
|  | Caltanissetta         | 4053 m    | CL        | SS 640         | 2024           |
|  | Petraro               | 3345 m    | ME        | A20            | 1978           |
|  | Calavà                | 3112 m    | ME        | A20            | 1978           |
|  | San Demetrio          | 2935 m    | SR        | A CT-SR        | 2009           |
|  | Piano Paradiso        | 2879 m    | ME        | A20            | 2004           |
|  | Carbonara             | 2784 m    | PA        | A20            | 1998           |
|  | Piana                 | 2590 m    | ME        | A20            | 2004           |
|  | Cozzo Minneria        | 2509 m    | PA        | A20            | 2004           |
|  | Tusa                  | 2187 m    | ME        | A20            | 2004           |
|  | Tindari               | 2136 m    | ME        | A20            | 1973           |
|  | Capo d'Orlando        | 2011 m    | ME        | A20            | 1977           |
|  | Caronia               | 1955 m    | ME        | A20            | 2004           |
|  | Tremonzelli           | 1860 m    | PA        | A19            | 1975           |
|  | Sant'Ambrogio         | 1785 m    | PA        | A20            | 1998           |
|  | Paravola              | 1690 m    | EN        | SS 117         | in costruzione |
|  | Fortolese             | 1624 m    | EN        | A19            | 1975           |
|  | Segesta               | 1615 m    | TP        | A29dir         | 1976           |
|  | Taormina              | 1607 m    | ME        | A18            | 1971           |
|  | Cozzo Battaglia       | 1600 m    | SR        | A CT-SR        | 2009           |
|  | SS. Filippo e Giacomo | 1580 m    | TP        | SSV TP-Marsala | ?              |
|  | Telegrafo             | 1563 m    | ME        | A20            | 1972           |